# Харченко Павло Микитович
Павло́ Мики́тович Ха́рченко (1900  — невідомо ) — український радянський діяч, селянин, голова селянського комітету (сільської ради) села Скнилів Львівського сільського району Львівської області. Депутат Верховної Ради УРСР 1-го скликання (з 1940) від Львівської області.

## Біографія
Народився 1900 року в бідній родині залізничного сторожа і кухарки. Батько працював на Харківському залізничному вузлі, а мати жила у містечку Любартів (тепер — Польща). Потім деякий час родина проживала у Харкові, у 1904 році переїхала до Любліна, а потім — до Любартова.
У ранньому віці Павло Харченко втратив батьків. Через деякий час він перебрався до села Скнилова біля Львова, де незабаром одружився. Наймитував, працював у сільському господарстві, столярував. У 1930 році закінчив курси шоферів. Працював візником молока кооперативного молочарського союзу в селі Скнилові. Зазнавав переслідувань від польської влади.
З кінця вересня 1939 по 1941 рік — голова селянського комітету (сільської ради) села Скнилів Львівського сільського району Львівської області.